# گودرزی (مهر)
گودرزی (مهر)، روستایی از توابع بخش وراوی شهرستان مهر در استان فارس ایران است.

## جمعیت
این روستا در دهستان خوزی قرار دارد و براساس سرشماری مرکز آمار ایران در سال ۱۳۸۵، جمعیت آن ۲۲ نفر (۶خانوار) بوده‌است.